# Gobiodon citrinus
Gobiodon citrinus – gatunek ryby z rodziny babkowatych (Gobiidae).

## Występowanie
Ocean Indyjski i zachodnia część Oceanu Spokojnego – od Morza Czerwonego po Zatokę Maputo w Mozambiku; na wschód po Samoa, wzdłuż całej Japonii po Wielką Rafę Koralową.
Występuje na rafach koralowych, w ciepłych wodach o temp 22–27 °C na głębokości 2–20 m. Jest związana z koloniami korali Acropora sp.

## Cechy morfologiczne
Osiąga 6,6 cm długości. W płetwie grzbietowej 7 twardych i 9–11 miękkich promieni, w płetwie odbytowej 1 twardy i 9 miękkich promieni. W płetwach piersiowych 18–20 promieni. Wytwarza trujący śluz.
Ubarwienie ciała cytrynowożółte. W przedniej części ciała występują cztery poprzeczne, niebieskie, opalizujące pręgi, dwie przebiegają przez oczy, trzecia przez pokrywy skrzelowe, czwarta tuż za nimi i przez płetwy piersiowe. Na grzbiecie, u podstawy płetwy grzbietowej biegnie również niebieska pręga. 

## Znaczenie
Hodowana w akwariach.